# صور بنیانی حیات دینی
صور بنیانی حیات دینی (به فرانسوی: Les Formes élémentaires de la vie religieuse) عنوان کتابی است از امیل دورکیم که در ۱۹۱۲ در فرانسه منتشر شد. موضوع کتاب بررسی خاستگاه نخستین شکل از دین است. این کتاب از متون کلاسیک جامعه‌شناسی دین به‌حساب می‌آید.
دورکیم در ابتدای کتاب هدف این مطالعه را چنین اعلام می‌کند: «هدف ما مطالعهٔ ساده‌ترین و بدوی‌ترین دینی است که بشر تاکنون بدان پی‌برده؛ می‌خواهیم این شکل از دین را تحلیل و تبیین کنیم.»
ریمون آرون این کتاب را مهم‌ترین، عمیق‌ترین، اصیل‌ترین و گویاترین کتاب دورکیم به‌لحاظ روشن‌کردن منبع الهام فکری او می‌داند.
در فارسی دو ترجمهٔ زیر از این کتاب موجود است:
- دورکم، داوید امیل (۱۳۸۲)، صور ابتدایی حیات مذهبی، ترجمهٔ نادر سالارزاده امیری و خدامراد فولادی، تهران: انتشارات دانشگاه علامه طباطبایی.
- دورکیم، امیل (۱۳۸۳)، صور بن‍یانی حی‍ات دین‍ی، ترجمه باقر پرهام، ته‍ران: نش‍ر مرکز.

## محتوا
امیل دورکیم در این کتاب، به جنبهٔ اجتماعی دین توجه می‌کند و این جنبه را اساس دین به حساب می‌آورد. به باور دورکیم، اگر دین همچنان که هیوم و دیگر دین‌پژوهان نخستین می‌گفتند، تنها مبتنی بر شناختی نادرست و حتی احمقانه از طبیعت بود، خیلی زود از بین می‌رفت. دین از نظر دورکیم جنبه‌ای حقیقی دارد که به رغم خطاهای شناختی، دین را طی تاریخ طولانی‌اش حفظ کرده و این همان جنبهٔ اجتماعی دین است. دین پیش از آن که چیزی باشد که یک فرد می‌نشیند و به آن فکر می‌کند، کاری است که یک گروه اجتماعی گرد می‌آیند و انجام می‌دهند.
دورکیم برای مطالعۀ گوهر اصلی دین، به سراغ ساده‌ترین دین می‌رود. چرا که دین‌های پیچیده به مرور زمان با آموزه‌های فلسفه یونان و حقوق روم و بسیاری امور دیگر آمیخته شده‌اند و دیگر دین خالص را بازنمایی نمی‌کنند. بلکه ترکیبی از همۀ دستاوردهای فرهنگی بشر شده‌اند. در این راستا، دورکیم با انتخاب چند سنت دینی در استرالیا و پس از آن سرخپوستان آمریکا مطالعه خود را آغاز می‌کند.
دورکیم توجه می‌کند که در جوامع بدوی استرالیایی، محور اصلی دین نه یک شیء خاص، بلکه یک کیفیت است. هر چند در نظر اول این جوامع یک جانور یا گیاه توتمی را می‌پرستند، اما با دقت در رفتارشان می‌توان دید که آن حیوان خاص یا این گیاه خاص نیستند که موضوع پرستشند. چرا که می‌بینیم ممکن است یک سنگ معمولی با طرح توتم در مناسک قبیله‌ای مورد پرستش قرار گیرد و پس از پایان مراسم به سادگی به دور انداخته شود. حتی خود نماد توتم نیز موضوع اصلی پرستش نیست. بلکه کیفیت مقدس بودن، در مقابل نامقدس بودن، کیفیتی غیرملموس است که در چیزی قرار می‌گیرد و آن را مقدس می‌کند. با بررسی امور مقدس و نامقدس در میان قبایل بدوی، دورکیم نشان می‌دهد که هر آن چه به زندگی شخصی و نیازهای روزمره مربوط می‌شود نامقدس است، و هر آن چه به زندگی جمعی قبیله مربوط می‌شود، مقدس. در حقیقت این خود حیات اجتماعی قبیله است که چیزی را مقدس می‌کند و توتم نیز در مرحلهٔ اول نه یک حیوان خارجی، بلکه نماد یا پرچم قبیله است. نمادی است که به ذهن سادهٔ انسان نخستین اجازه می‌داد به چیزی انتزاعی که نمی‌توانست درست درک کند (حیات اجتماعی) شکل عینی و بیرونی بدهد تا بتواند موضوع پرستش قرار گیرد. جوامع ابتدایی با توتم‌پرستی و جوامع بعدی با نمادهای دینی دیگر، در حقیقت خود را می‌پرستیدند. خود را در نمادی خارجی که نماد وحدتشان بود برون‌فکنی می‌کردند و در آینۀ آن، خود را می‌پرستیدند.
دورکیم سپس این فعالیت اجتماعی را که دین می‌نامد، در مقابل فعالیتی فردی قرار می‌دهد که جادو می‌خواند و تفاوت‌های آن‌ها را بررسی می‌کند. جادو بر خلاف دین کلیسا یا معبدی برای اجتماع و عبادت جمعی ندارد. فرد بنا به نیاز شخصی سراغ جادوگر می‌رود و پس از برطرف شدن نیازش از جادوگر جدا می‌شود. وجه سودطلبانه و فردی جادو آن را از دین جدا می‌کند.
این وجه اجتماعی دین تنها امری انتزاعی نیست، بلکه حقیقتا در جمع‌های دینی، افراد حالت روانشناختی خاصی تجربه می‌کنند که در فعالیت دینی منفرد تجربه نمی‌کنند. خلسه‌ها و احساس وحدت با جمع و گذشتن از فردیت خود و غرق شدن در شور جمع، تجربه‌های واقعی روانی است که افراد در این اجتماعات تجربه می‌کنند.

## پانوشت‌ها
1. ↑  دورکیم: ۱۳۸۳، ص ۱
2. ↑  آرون: ۱۳۸۴، ص ۳۹۱